# Copa Confederación de la CAF 2022-23
La Copa Confederación de la CAF 2022-23, llamada Total Energies CAF Confederation Cup 2022-23 por razones de patrocinio, fue la 20.ª edición del segundo torneo de fútbol a nivel de clubes más importante de África organizado por la Confederación Africana de Fútbol. El Renaissance de Berkane de Marruecos es el campeón defensor.
La final de vuelta se jugó el 3 de junio de 2023 entre el USM Alger de Argelia y el Young Africans de Tanzania, resultando campeón el equipo norteafricano. De esta manera, enfrentará al campeón de la Liga de Campeones de la CAF 2022-23 en la Supercopa de la CAF 2023.

## Equipos
| Asociación | Clasificación (Pts) | Equipo               | Método de calificación                            |
| ---------- | ------------------- | -------------------- | ------------------------------------------------- |
| Marruecos  | 1 (194)             | RS Berkane           | Campeón defensor                                  |
| Marruecos  | 1 (194)             | FAR Rabat            | 3.er lugar Botola 2021-22                         |
| Egipto     | 2 (176)             | Pyramids FC          | Subcampeón de la Liga Premier de Egipto 2021-22   |
| Egipto     | 2 (176)             | Future FC            | 4.º lugar Liga Premier de Egipto 2021-22          |
| Argelia    | 3 (115)             | JS Saoura            | 3.er lugar Campeonato Nacional de Argelia 2021-22 |
| Argelia    | 3 (115)             | USM Alger            | 4.º lugar Campeonato Nacional de Argelia 2021-22  |
| Túnez      | 4 (113)             | CS Sfaxien           | 3.er lugar Liga Profesional de Túnez 2021-22      |
| Túnez      | 4 (113)             | Club Africain        | 4.º lugar Liga Profesional de Túnez 2021-22       |
| Sudáfrica  | 5 (109.5)           | Royal AM             | 3.er lugar Premier Soccer League 2021-22          |
| Sudáfrica  | 5 (109.5)           | Stellenbosch FC      | 4.º lugar Premier Soccer League 2021-22           |
| RD Congo   | 6 (63)              | FC Saint Éloi Lupopo | 3.er lugar Linafoot 2021–22                       |
| RD Congo   | 6 (63)              | DC Motema Pembe      | Campeón Copa del Congo 2022                       |
| Angola     | 7 (46)              | Sagrada Esperança    | 3.er lugar Girabola 2021–22                       |
| Angola     | 7 (46)              | CD Interclube        | 4.º lugar Girabola 2021–22                        |
| Sudán      | 8 (33.5)            | Al-Hilal SC          | 3.er lugar Primera División de Sudán 2021–22      |
| Sudán      | 8 (33.5)            | Al Ahli Khartoum     | Campeón Copa de Sudán 2022                        |
| Libia      | 9 (33)              | Al-Akhdar            | 3.er lugar Liga Premier de Libia 2021–22          |
| Libia      | 9 (33)              | Al-Nasr Benghazi     | 4.º lugar Liga Premier de Libia 2021–22           |
| Guinea     | 10 (31)             | Milo FC              | 3.er lugar Campeonato Nacional de Guinea 2021-22  |
| Guinea     | 10 (31)             | AS Ashanti GB        | 4.º lugar Campeonato Nacional de Guinea 2021-22   |
| Tanzania   | 11 (30.5)           | Azam FC              | 3.er lugar Liga tanzana de fútbol 2021–22         |
| Tanzania   | 11 (30.5)           | Geita Gold FC        | 4.to lugar Liga tanzana de fútbol 2021–22         |
| Nigeria    | 12 (26)             | Remo Stars FC        | 3.er lugar Liga Premier de Nigeria 2021-22        |
| Nigeria    | 12 (26)             | Kwara United FC      | Campeón Copa de Nigeria 2022                      |

| Asociación        | Clasificación (Pts) | Equipo                   | Método de calificación                                |
| ----------------- | ------------------- | ------------------------ | ----------------------------------------------------- |
| Zambia            | 13 (24.5)           | ZEZCO United             | Subcampeón Primera División de Zambia 2021-22         |
| Camerún           | 14 (14.5)           | PWD Bamenda              | Campeón Copa de Camerún 2022                          |
| Costa de Marfil   | 16 (10.5)           | SC Gagnoa                | Ganador de la Copa de Costa de Marfil 2021-22         |
| Congo             | 17 (8)              | Diables Noirs            | Campeón Copa de Congo de Fútbol 2022                  |
| Botsuana          | 18 (6)              | Security Systems         | Subcampeón Copa Desafío de Botsuana 2022              |
| Suazilandia       | 21 (3.5)            | Mbabane Highlanders      | Subcampeón MTN Premier League 2021-22                 |
| Malí              | 21 (3.5)            | Real Bamako              | Campeón Copa de Malí 2021–22                          |
| Burkina Faso      | 23 (3)              | AS Douanes               | Campeón Copa de Burkina Faso 2022                     |
| Níger             | 24 (2.5)            | Douanes                  | Campeón Copa de Níger 2022                            |
| Ghana             | 24 (2.5)            | Hearts of Oak            | Campeón Copa de Ghana 2022                            |
| Ruanda            | 26 (2)              | AS Kigali                | Campeón Copa de Ruanda 2022                           |
| Uganda            | 26 (2)              | Bul FC                   | Campeón Copa de Uganda 2021-22                        |
| Mauritania        | 28 (1.5)            | Nouakchott Kings         | Campeón Copa de Mauritania 2021-22                    |
| Benín             | 28 (1.5)            | Buffles du Borgou FC     | Campeón Copa de Benín 2022                            |
| Mozambique        | 30 (1)              | Ferroviario da Beira     | Campeón Copa de Mozambique 2022                       |
| Togo              | 30 (3)              | ASC Kara                 | Subcampeón Campeonato nacional de Togo 2021-22        |
| Burundi           | —                   | Bumamuru FC              | Campeón Copa de Burundi 2022                          |
| Chad              | —                   | AS Santé d’Abéché        | Ganador Copa de Chad 2022                             |
| Yibuti            | —                   | ASAS Télécom             | Campeón Copa de Yibuti 2022                           |
| Guinea Ecuatorial | —                   | Inter de Litoral Academy | Campeón Primera División de Guinea Ecuatorial 2020-21 |
| Etiopía           | —                   | Fasil Kenema SC          | Subcampeón Liga etíope de fútbol 2021–22              |
| Liberia           | —                   | LISCR                    | Campeón Copa de Liberia 2022                          |
| Madagascar        | —                   | ASSM Elgeco Plus         | Campeón Copa de Madagascar 2022                       |
| Seychelles        | —                   | St Michel United FC      | Ganador Copa de Seychelles 2022                       |
| Sierra Leona      | —                   | FC Kallon                | Ganador Copa de Sierra Leona 2022                     |
| Sudán del Sur     | —                   | Al Hilal Wau             | Campeón Copa de Sudán del Sur 2022                    |
| Zanzíbar          | —                   | Kipanga FC               | Campeón Copa de Zanzíbar 2022                         |

Asociaciones que no participaron de esta edición
- Comoras
- Eritrea
- Cabo Verde
- República Centroafricana
- Gabón
- Gambia
- Guinea-Bisáu
- Kenia
- Mauricio
- Malaui
- Namibia
- Senegal
- Somalia
- Santo Tomé y Príncipe
- Lesoto
- Reunión
- Zimbabue

## Calendario
| Fase              | Ronda             | Fecha del sorteo        | Partido de ida             | Partido de vuelta           |
| ----------------- | ----------------- | ----------------------- | -------------------------- | --------------------------- |
| Clasificación     | Primera Ronda     | 9 de agosto de 2022     | 9-11 de septiembre de 2022 | 16-18 de septiembre de 2022 |
| Clasificación     | Segunda Ronda     | 9 de agosto de 2022     | 7-9 de octubre de 2022     | 14-16 de octubre de 2022    |
| Clasificación     | Ronda de Play-off | 18 de octubre de 2022   | 2 de noviembre de 2022     | 9 de noviembre de 2022      |
| Fase de grupos    | Fecha 1           | 12 de diciembre de 2022 | 12 de febrero de 2023      | 12 de febrero de 2023       |
| Fase de grupos    | Fecha 2           | 12 de diciembre de 2022 | 19 de febrero de 2023      | 19 de febrero de 2023       |
| Fase de grupos    | Fecha 3           | 12 de diciembre de 2022 | 26 de febrero de 2023      | 26 de febrero de 2023       |
| Fase de grupos    | Fecha 4           | 12 de diciembre de 2022 | 8 de marzo de 2023         | 8 de marzo de 2023          |
| Fase de grupos    | Fecha 5           | 12 de diciembre de 2022 | 19 de marzo de 2023        | 19 de marzo de 2023         |
| Fase de grupos    | Fecha 6           | 12 de diciembre de 2022 | 2 de abril de 2023         | 2 de abril de 2023          |
| Fase Eliminatoria | Cuartos de final  | 5 de abril de 2023      | 23 de abril de 2023        | 30 de abril de 2023         |
| Fase Eliminatoria | Semifinales       | 5 de abril de 2023      | 10 de mayo de 2023         | 17 de mayo de 2023          |
| Fase Eliminatoria | Final             | 5 de abril de 2023      | 28 de mayo de 2023         | 3 de junio de 2023          |

## Ronda clasificatoria

### Primera ronda
| Equipo 1               | Agr.         | Equipo 2                 | Ida | Vuelta |
| ---------------------- | ------------ | ------------------------ | --- | ------ |
| Kwara United           | 3-0          | Douanes de Niamey        | 3–0 | 0-0    |
| LISCR                  | 1-3          | Gagnoa                   | 0–0 | 1-3    |
| Milo                   | 2-4          | ASC Kara                 | 2–1 | 0-3    |
| Douanes de Ouagadougou | 0-0 (1-3 p.) | Real Bamako              | 0–0 | 0-0    |
| Hilal Alsahil          | 2-2 (v.)     | Geita Gold               | 1–0 | 1-2    |
| Fasil Kenema           | 3-1          | Bumamuru                 | 3–0 | 0-1    |
| ASAS Télécom           | 0-1          | Kigali                   | 0–0 | 0-1    |
| Al Hilal Wau           | 2-2 (3-4 p.) | Kipanga                  | 1–1 | 1-1    |
| Al Akhdar SC           | 3-0          | Al Ahli Khartoum         | 3–0 | 0-0    |
| Mbabane Highlanders    | 0-2          | Royal AM                 | 0–0 | 0-2    |
| Security Systems FC    | w/o          | Saint Éloi Lupopo        | —   | —      |
| St Michel United       | w/o          | Inter de Litoral Academy | —   | —      |
| AS Santé d’Abéché      | 1-3          | Ferroviário da Beira     | 1–2 | 0-1    |
| PWD Bamenda            | 1-2          | Elgeco Plus              | 1–1 | 0-1    |
| ASFAR                  | 2-1          | Remo Stars               | 1–1 | 1-0    |
| Ashanti Golden Boys    | 2-1          | Nouakchott Kings         | 2–0 | 0-1    |
| Buffles du Borgou      | 0-4          | Kallon                   | 0–1 | 0-3    |
| Bul                    | 0-1          | Future                   | 0–0 | 0-1    |

Notas:
1. ↑  Saint-Éloi Lupopo clasifica por el abandono del Security Systems por problemas financieros.
2. ↑  St Michel United clasifica por el abandono del Inter de Litoral Academy al no presentarse al partido de ida.

### Segunda ronda
| Equipo 1             | Agr.     | Equipo 2            | Ida | Vuelta |
| -------------------- | -------- | ------------------- | --- | ------ |
| Kwara United         | 3-3 (v.) | RS Berkane          | 3-1 | 0-2    |
| Gagnoa               | 1-0      | JS Saoura           | 1-0 | 0-0    |
| ASC Kara             | 1-4      | USM Alger           | 0-2 | 1-2    |
| Real Bamako          | 3-1      | Hearts of Oak       | 3-0 | 0-1    |
| Hilal Alsahil        | 0-9      | Pyramids            | 0-2 | 0-7    |
| Fasil Kenema         | 0-1      | CS Sfaxien          | 0-0 | 0-1    |
| Kigali               | 0-1      | Al Nasr             | 0-0 | 0-1    |
| Kipanga              | 0-7      | Club Africain       | 0-0 | 0-7    |
| Al Akhdar            | 3-2      | Azam                | 3-0 | 0-2    |
| Royal AM             | 1-1 (v.) | ZESCO United        | 0-0 | 1-1    |
| Saint Éloi Lupopo    | 2-0      | Sagrada Esperança   | 2-0 | 0-0    |
| St Michel United     | 1-2      | Motema Pembe        | 1-0 | 0-2    |
| Ferroviário da Beira | 2-4      | Diables Noirs       | 2-1 | 0-3    |
| Elgeco Plus          | 1-4      | Marumo Gallants     | 1-3 | 0-1    |
| ASFAR                | 5-0      | Ashanti Golden Boys | 4-0 | 1-0    |
| Kallon               | 0-6      | Future              | 0-2 | 0-4    |

### Play-off
| Equipo 1           | Agr.         | Equipo 2          | Ida | Vuelta |
| ------------------ | ------------ | ----------------- | --- | ------ |
| RC Kadiogo         | 0–2          | Saint Éloi Lupopo | 0–1 | 0–1    |
| Royal Leopards     | 2–4          | Real Bamako       | 1–1 | 1–3    |
| TP Mazembe         | 3–0          | Royal AM          | 2–0 | 1–0    |
| 1.º de Agosto      | 2–2 (2–3 p.) | Future            | 1–1 | 1–1    |
| ASEC Mimosas       | 5–2          | Gagnoa            | 2–0 | 3–2    |
| Djoliba            | 0–4          | ASFAR             | 0–0 | 0–4    |
| Al Ahli Trípoli    | 1–3          | Marumo Gallants   | 1–0 | 0–3    |
| ASKO Kara          | 2–1          | CS Sfaxien        | 2–1 | 0–0    |
| Young Africans     | 1–0          | Club Africain     | 0–0 | 1–0    |
| Flambeau du Centre | 1–4          | Motema Pembe      | 0–2 | 1–2    |
| Rivers United      | 6–1          | Al Nasr           | 5–0 | 1–1    |
| US Monastir        | 1–0          | RS Berkane        | 1–0 | 0–0    |
| Cape Town City     | 0–1          | USM Alger         | 0–0 | 0–1    |
| AS NIGELEC         | 1–3          | Pyramids          | 1–0 | 0–3    |
| La Passe           | 2–6          | Diables Noirs     | 0–2 | 2–4    |
| Plateau United     | 4–4 (v.)     | Al Akhdar         | 4–1 | 0–3    |

## Fase de grupos
Los equipos se clasificaron de acuerdo con puntos (tres puntos por una victoria, un punto por un empate, cero puntos por una derrota). Si estaban empatados en puntos, los criterios de desempate se aplicaron en el siguiente orden (Regulaciones III. 20 y 21):
1. Puntos en partidos cara a cara entre equipos empatados;
2. Diferencia de goles en partidos cara a cara entre equipos empatados;
3. Goles anotados en partidos cara a cara entre equipos empatados;
4. Goles de visitante anotados en partidos cara a cara entre equipos empatados;
5. Si más de dos equipos estaban empatados, y después de aplicar todos los criterios en partidos cara a cara anteriores, un subconjunto de equipos todavía estaban empatados, todos los criterios en partidos cara a cara anteriores se volvieron a aplicar exclusivamente a este subconjunto de equipos;
6. Diferencia de goles en todos los partidos de grupo;
7. Goles anotados en todos los partidos del grupo;
8. Goles de visitante marcados en todos los partidos de grupo;
9. Sorteo.

### Grupo A
| Pos. | Equipo            | Pts. | PJ | G | E | P | GF | GC | Dif. | Clasificación    |     | MAG | USM | SEL | AKH |
| ---- | ----------------- | ---- | -- | - | - | - | -- | -- | ---- | ---------------- | --- | --- | --- | --- | --- |
| 1    | Marumo Gallants   | 12   | 6  | 4 | 0 | 2 | 12 | 10 | +2   | Cuartos de final |     | —   | 2–0 | 3–2 | 4–1 |
| 2    | USM Alger         | 11   | 6  | 3 | 2 | 1 | 11 | 5  | +6   | Cuartos de final |     | 2–0 | —   | 3–0 | 4–1 |
| 3    | Saint Éloi Lupopo | 5    | 6  | 1 | 2 | 3 | 6  | 10 | −4   |                  |     | 1–2 | 1–1 | —   | 1–0 |
| 4    | Al-Akhdar         | 5    | 6  | 1 | 2 | 3 | 8  | 12 | −4   |                  | 4–1 | 1–1 | 1–1 | —   |     |

 Fuente: CAF
Notas:
1. 1 2  Puntos en partidos directos: Saint Éloi Lupopo 4, Al-Akhdar 1.

| \| Fecha \| Estadio (ciudad) \| Local \| Resultado \| Visitante \| \| --------------------- \| ------------------------------------ \| ----------------- \| --------- \| ----------------- \| \| 12 de febrero de 2023 \| Estadio Dobsonville (Soweto) \| Marumo Gallants \| 4 – 1 \| Al-Akhdar \| \| 12 de febrero de 2023 \| Estadio Nelson Mandela (Argel) \| USM Alger \| 3 – 0 \| Saint Éloi Lupopo \| \| 19 de febrero de 2023 \| Estadio de los Mártires (Kinsasa) \| Saint Éloi Lupopo \| 1 – 2 \| Marumo Gallants \| \| 19 de febrero de 2023 \| Estadio Mártires de Benina (Bengasi) \| Al-Akhdar \| 1 – 1 \| USM Alger \| \| 26 de febrero de 2023 \| Estadio de los Mártires (Kinsasa) \| Saint Éloi Lupopo \| 1 – 0 \| Al-Akhdar \| \| 26 de febrero de 2023 \| Estadio Nelson Mandela (Argel) \| USM Alger \| 2 – 0 \| Marumo Gallants \| \| 8 de marzo de 2023 \| Estadio Mártires de Benina (Bengasi) \| Al-Akhdar \| 1 – 1 \| Saint Éloi Lupopo \| \| 8 de marzo de 2023 \| Estadio Dobsonville (Soweto) \| Marumo Gallants \| 2 – 0 \| USM Alger \| \| 19 de marzo de 2023 \| Estadio de los Mártires (Kinsasa) \| Saint Éloi Lupopo \| 1 – 1 \| USM Alger \| \| 19 de marzo de 2023 \| Estadio Mártires de Benina (Bengasi) \| Al-Akhdar \| 4 – 1 \| Marumo Gallants \| \| 2 de abril de 2023 \| Estadio Nelson Mandela (Argel) \| USM Alger \| 4 – 1 \| Al-Akhdar \| \| 2 de abril de 2023 \| Estadio Dobsonville (Soweto) \| Marumo Gallants \| 3 – 2 \| Saint Éloi Lupopo \| |                                      |                   |           |                   |
| Fecha | Estadio (ciudad)                     | Local             | Resultado | Visitante         |
| 12 de febrero de 2023 | Estadio Dobsonville (Soweto)         | Marumo Gallants   | 4 – 1     | Al-Akhdar         |
| 12 de febrero de 2023 | Estadio Nelson Mandela (Argel)       | USM Alger         | 3 – 0     | Saint Éloi Lupopo |
| 19 de febrero de 2023 | Estadio de los Mártires (Kinsasa)    | Saint Éloi Lupopo | 1 – 2     | Marumo Gallants   |
| 19 de febrero de 2023 | Estadio Mártires de Benina (Bengasi) | Al-Akhdar         | 1 – 1     | USM Alger         |
| 26 de febrero de 2023 | Estadio de los Mártires (Kinsasa)    | Saint Éloi Lupopo | 1 – 0     | Al-Akhdar         |
| 26 de febrero de 2023 | Estadio Nelson Mandela (Argel)       | USM Alger         | 2 – 0     | Marumo Gallants   |
| 8 de marzo de 2023 | Estadio Mártires de Benina (Bengasi) | Al-Akhdar         | 1 – 1     | Saint Éloi Lupopo |
| 8 de marzo de 2023 | Estadio Dobsonville (Soweto)         | Marumo Gallants   | 2 – 0     | USM Alger         |
| 19 de marzo de 2023 | Estadio de los Mártires (Kinsasa)    | Saint Éloi Lupopo | 1 – 1     | USM Alger         |
| 19 de marzo de 2023 | Estadio Mártires de Benina (Bengasi) | Al-Akhdar         | 4 – 1     | Marumo Gallants   |
| 2 de abril de 2023 | Estadio Nelson Mandela (Argel)       | USM Alger         | 4 – 1     | Al-Akhdar         |
| 2 de abril de 2023 | Estadio Dobsonville (Soweto)         | Marumo Gallants   | 3 – 2     | Saint Éloi Lupopo |

### Grupo B
| Pos. | Equipo        | Pts. | PJ | G | E | P | GF | GC | Dif. | Clasificación    |     | MIM | RIV | DIN | MOT |
| ---- | ------------- | ---- | -- | - | - | - | -- | -- | ---- | ---------------- | --- | --- | --- | --- | --- |
| 1    | Mimosas       | 13   | 6  | 4 | 1 | 1 | 6  | 4  | +2   | Cuartos de final |     | —   | 1–0 | 2–0 | 0–0 |
| 2    | Rivers United | 10   | 6  | 3 | 1 | 2 | 9  | 7  | +2   | Cuartos de final |     | 3–0 | —   | 2–2 | 3–1 |
| 3    | Diables Noirs | 6    | 6  | 1 | 3 | 2 | 5  | 5  | 0    |                  |     | 0–1 | 3–0 | —   | 0–0 |
| 4    | Motema Pembe  | 3    | 6  | 0 | 3 | 3 | 2  | 6  | −4   |                  | 1–2 | 0–1 | 0–0 | —   |     |

 Fuente: CAF
| \| Fecha \| Estadio (ciudad) \| Local \| Resultado \| Visitante \| \| --------------------- \| --------------------------------------------- \| ------------- \| --------- \| ------------- \| \| 12 de febrero de 2023 \| Estadio de Yamusukro (Yamusukro) \| Mimosas \| 0 – 0 \| Motema Pembe \| \| 12 de febrero de 2023 \| Estadio Alphonse Massemba-Débat (Brazzaville) \| Diables Noirs \| 3 – 0 \| Rivers United \| \| 19 de febrero de 2023 \| Estadio Internacional Godswill Akpabio (Uyo) \| Rivers United \| 3 – 0 \| Mimosas \| \| 19 de febrero de 2023 \| Estadio de los Mártires (Kinsasa) \| Motema Pembe \| 0 – 0 \| Diables Noirs \| \| 26 de febrero de 2023 \| Estadio de Yamusukro (Yamusukro) \| Mimosas \| 2 – 0 \| Diables Noirs \| \| 26 de febrero de 2023 \| Estadio de los Mártires (Kinsasa) \| Motema Pembe \| 0 – 1 \| Rivers United \| \| 8 de marzo de 2023 \| Estadio Alphonse Massemba-Débat (Brazzaville) \| Diables Noirs \| 0 – 1 \| Mimosas \| \| 9 de marzo de 2023 \| Estadio Internacional Godswill Akpabio (Uyo) \| Rivers United \| 3 – 1 \| Motema Pembe \| \| 19 de marzo de 2023 \| Estadio de los Mártires (Kinsasa) \| Motema Pembe \| 1 – 2 \| Mimosas \| \| 19 de marzo de 2023 \| Estadio Internacional Godswill Akpabio (Uyo) \| Rivers United \| 2 – 2 \| Diables Noirs \| \| 2 de abril de 2023 \| Estadio de Yamusukro (Yamusukro) \| Mimosas \| 1 – 0 \| Rivers United \| \| 2 de abril de 2023 \| Estadio Alphonse Massemba-Débat (Brazzaville) \| Diables Noirs \| 0 – 0 \| Motema Pembe \| |                                               |               |           |               |
| Fecha | Estadio (ciudad)                              | Local         | Resultado | Visitante     |
| 12 de febrero de 2023 | Estadio de Yamusukro (Yamusukro)              | Mimosas       | 0 – 0     | Motema Pembe  |
| 12 de febrero de 2023 | Estadio Alphonse Massemba-Débat (Brazzaville) | Diables Noirs | 3 – 0     | Rivers United |
| 19 de febrero de 2023 | Estadio Internacional Godswill Akpabio (Uyo)  | Rivers United | 3 – 0     | Mimosas       |
| 19 de febrero de 2023 | Estadio de los Mártires (Kinsasa)             | Motema Pembe  | 0 – 0     | Diables Noirs |
| 26 de febrero de 2023 | Estadio de Yamusukro (Yamusukro)              | Mimosas       | 2 – 0     | Diables Noirs |
| 26 de febrero de 2023 | Estadio de los Mártires (Kinsasa)             | Motema Pembe  | 0 – 1     | Rivers United |
| 8 de marzo de 2023 | Estadio Alphonse Massemba-Débat (Brazzaville) | Diables Noirs | 0 – 1     | Mimosas       |
| 9 de marzo de 2023 | Estadio Internacional Godswill Akpabio (Uyo)  | Rivers United | 3 – 1     | Motema Pembe  |
| 19 de marzo de 2023 | Estadio de los Mártires (Kinsasa)             | Motema Pembe  | 1 – 2     | Mimosas       |
| 19 de marzo de 2023 | Estadio Internacional Godswill Akpabio (Uyo)  | Rivers United | 2 – 2     | Diables Noirs |
| 2 de abril de 2023 | Estadio de Yamusukro (Yamusukro)              | Mimosas       | 1 – 0     | Rivers United |
| 2 de abril de 2023 | Estadio Alphonse Massemba-Débat (Brazzaville) | Diables Noirs | 0 – 0     | Motema Pembe  |

### Grupo C
| Pos. | Equipo    | Pts. | PJ | G | E | P | GF | GC | Dif. | Clasificación    |     | FAR | PYR | FUT | KAR |
| ---- | --------- | ---- | -- | - | - | - | -- | -- | ---- | ---------------- | --- | --- | --- | --- | --- |
| 1    | FAR Rabat | 11   | 6  | 3 | 2 | 1 | 11 | 6  | +5   | Cuartos de final |     | —   | 1–0 | 2–0 | 5–1 |
| 2    | Pyramids  | 11   | 6  | 3 | 2 | 1 | 10 | 6  | +4   | Cuartos de final |     | 2–2 | —   | 2–1 | 1–0 |
| 3    | Future    | 8    | 6  | 2 | 2 | 2 | 8  | 6  | +2   |                  |     | 2–0 | 1–1 | —   | 3–0 |
| 4    | ASKO Kara | 2    | 6  | 0 | 2 | 4 | 4  | 15 | −11  |                  | 1–1 | 1–4 | 1–1 | —   |     |

 Fuente: CAF
Notas:
1. 1 2  Puntos en partidos directos: FAR Rabat 4, Pyramids 1.

| \| Fecha \| Estadio (ciudad) \| Local \| Resultado \| Visitante \| \| --------------------- \| ------------------------------- \| --------- \| --------- \| --------- \| \| 12 de febrero de 2023 \| Estadio de Kégué (Lomé) \| ASKO Kara \| 1 – 1 \| Future \| \| 12 de febrero de 2023 \| Estadio 30 de Junio (El Cairo) \| Pyramids \| 2 – 2 \| FAR Rabat \| \| 19 de febrero de 2023 \| Estadio Al-Salam (El Cairo) \| Future \| 1 – 1 \| Pyramids \| \| 19 de febrero de 2023 \| Estadio Moulay Abdellah (Rabat) \| FAR Rabat \| 5 – 1 \| ASKO Kara \| \| 26 de febrero de 2023 \| Estadio 30 de Junio (El Cairo) \| Pyramids \| 1 – 0 \| ASKO Kara \| \| 26 de febrero de 2023 \| Estadio Moulay Abdellah (Rabat) \| FAR Rabat \| 2 – 0 \| Future \| \| 8 de marzo de 2023 \| Estadio Al-Salam (El Cairo) \| Future \| 2 – 0 \| FAR Rabat \| \| 8 de marzo de 2023 \| Estadio de Kégué (Lomé) \| ASKO Kara \| 1 – 4 \| Pyramids \| \| 19 de marzo de 2023 \| Estadio Moulay Abdellah (Rabat) \| FAR Rabat \| 1 – 0 \| Pyramids \| \| 19 de marzo de 2023 \| Estadio Al-Salam (El Cairo) \| Future \| 3 – 0 \| ASKO Kara \| \| 2 de abril de 2023 \| Estadio 30 de Junio (El Cairo) \| Pyramids \| 2 – 1 \| Future \| \| 2 de abril de 2023 \| Estadio de Kégué (Lomé) \| ASKO Kara \| 1 – 1 \| FAR Rabat \| |                                 |           |           |           |
| Fecha | Estadio (ciudad)                | Local     | Resultado | Visitante |
| 12 de febrero de 2023 | Estadio de Kégué (Lomé)         | ASKO Kara | 1 – 1     | Future    |
| 12 de febrero de 2023 | Estadio 30 de Junio (El Cairo)  | Pyramids  | 2 – 2     | FAR Rabat |
| 19 de febrero de 2023 | Estadio Al-Salam (El Cairo)     | Future    | 1 – 1     | Pyramids  |
| 19 de febrero de 2023 | Estadio Moulay Abdellah (Rabat) | FAR Rabat | 5 – 1     | ASKO Kara |
| 26 de febrero de 2023 | Estadio 30 de Junio (El Cairo)  | Pyramids  | 1 – 0     | ASKO Kara |
| 26 de febrero de 2023 | Estadio Moulay Abdellah (Rabat) | FAR Rabat | 2 – 0     | Future    |
| 8 de marzo de 2023 | Estadio Al-Salam (El Cairo)     | Future    | 2 – 0     | FAR Rabat |
| 8 de marzo de 2023 | Estadio de Kégué (Lomé)         | ASKO Kara | 1 – 4     | Pyramids  |
| 19 de marzo de 2023 | Estadio Moulay Abdellah (Rabat) | FAR Rabat | 1 – 0     | Pyramids  |
| 19 de marzo de 2023 | Estadio Al-Salam (El Cairo)     | Future    | 3 – 0     | ASKO Kara |
| 2 de abril de 2023 | Estadio 30 de Junio (El Cairo)  | Pyramids  | 2 – 1     | Future    |
| 2 de abril de 2023 | Estadio de Kégué (Lomé)         | ASKO Kara | 1 – 1     | FAR Rabat |

### Grupo D
| Pos. | Equipo         | Pts. | PJ | G | E | P | GF | GC | Dif. | Clasificación    |     | YFR | MON | RBM | TPM |
| ---- | -------------- | ---- | -- | - | - | - | -- | -- | ---- | ---------------- | --- | --- | --- | --- | --- |
| 1    | Young Africans | 13   | 6  | 4 | 1 | 1 | 9  | 4  | +5   | Cuartos de final |     | —   | 2–0 | 2–0 | 3–1 |
| 2    | Monastir       | 13   | 6  | 4 | 1 | 1 | 8  | 4  | +4   | Cuartos de final |     | 2–0 | —   | 2–1 | 1–0 |
| 3    | Real Bamako    | 5    | 6  | 1 | 2 | 3 | 6  | 10 | −4   |                  |     | 1–1 | 1–1 | —   | 2–1 |
| 4    | Mazembe        | 3    | 6  | 1 | 0 | 5 | 5  | 10 | −5   |                  | 0–1 | 0–2 | 3–1 | —   |     |

 Fuente: CAF
Notas:
1. 1 2  Puntos en partidos directos: Young Africans 3, Monastir 3. Diferencia de goles: Young Africans +5, Monastir +4.

| \| Fecha \| Estadio (ciudad) \| Local \| Resultado \| Visitante \| \| --------------------- \| -------------------------------- \| -------------- \| --------- \| -------------- \| \| 12 de febrero de 2023 \| Stade TP Mazembe (Lubumbashi) \| Mazembe \| 3 – 1 \| Real Bamako \| \| 12 de febrero de 2023 \| Estadio Olímpico (Radès)[n. 1] \| Monastir \| 2 – 0 \| Young Africans \| \| 19 de febrero de 2023 \| Estadio Nacional (Dar es-Salam) \| Young Africans \| 3 – 1 \| Mazembe \| \| 19 de febrero de 2023 \| Estadio del 26 de Marzo (Bamako) \| Real Bamako \| 1 – 1 \| Monastir \| \| 26 de febrero de 2023 \| Stade TP Mazembe (Lubumbashi) \| Mazembe \| 0 – 2 \| Monastir \| \| 26 de febrero de 2023 \| Estadio del 26 de Marzo (Bamako) \| Real Bamako \| 1 – 1 \| Young Africans \| \| 8 de marzo de 2023 \| Estadio Nacional (Dar es-Salam) \| Young Africans \| 2 – 0 \| Real Bamako \| \| 8 de marzo de 2023 \| Estadio Olímpico (Radès)[n. 1] \| Monastir \| 1 – 0 \| Mazembe \| \| 19 de marzo de 2023 \| Estadio del 26 de Marzo (Bamako) \| Real Bamako \| 2 – 1 \| Mazembe \| \| 19 de marzo de 2023 \| Estadio Nacional (Dar es-Salam) \| Young Africans \| 2 – 0 \| Monastir \| \| 2 de abril de 2023 \| Stade TP Mazembe (Lubumbashi) \| Mazembe \| 0 – 1 \| Young Africans \| \| 2 de abril de 2023 \| Estadio Olímpico (Radès)[n. 1] \| Monastir \| 2 – 1 \| Real Bamako \| |                                  |                |           |                |
| Fecha | Estadio (ciudad)                 | Local          | Resultado | Visitante      |
| 12 de febrero de 2023 | Stade TP Mazembe (Lubumbashi)    | Mazembe        | 3 – 1     | Real Bamako    |
| 12 de febrero de 2023 | Estadio Olímpico (Radès)         | Monastir       | 2 – 0     | Young Africans |
| 19 de febrero de 2023 | Estadio Nacional (Dar es-Salam)  | Young Africans | 3 – 1     | Mazembe        |
| 19 de febrero de 2023 | Estadio del 26 de Marzo (Bamako) | Real Bamako    | 1 – 1     | Monastir       |
| 26 de febrero de 2023 | Stade TP Mazembe (Lubumbashi)    | Mazembe        | 0 – 2     | Monastir       |
| 26 de febrero de 2023 | Estadio del 26 de Marzo (Bamako) | Real Bamako    | 1 – 1     | Young Africans |
| 8 de marzo de 2023 | Estadio Nacional (Dar es-Salam)  | Young Africans | 2 – 0     | Real Bamako    |
| 8 de marzo de 2023 | Estadio Olímpico (Radès)         | Monastir       | 1 – 0     | Mazembe        |
| 19 de marzo de 2023 | Estadio del 26 de Marzo (Bamako) | Real Bamako    | 2 – 1     | Mazembe        |
| 19 de marzo de 2023 | Estadio Nacional (Dar es-Salam)  | Young Africans | 2 – 0     | Monastir       |
| 2 de abril de 2023 | Stade TP Mazembe (Lubumbashi)    | Mazembe        | 0 – 1     | Young Africans |
| 2 de abril de 2023 | Estadio Olímpico (Radès)         | Monastir       | 2 – 1     | Real Bamako    |

## Fase final

### Equipos clasificados
| Grupo | Primeros        | Segundos      |
| ----- | --------------- | ------------- |
| A     | Marumo Gallants | USM Alger     |
| B     | Mimosas         | Rivers United |
| C     | FAR Rabat       | Pyramids      |
| D     | Young Africans  | Monastir      |

### Cuadro de desarrollo
|  | Cuartos de final | Cuartos de final | Cuartos de final | Cuartos de final |   |                 | Semifinales | Semifinales | Semifinales | Semifinales |  |           | Final | Final | Final | Final |  |
|  |                  |                  |                  |                  |   |                 |             |             |             |             |  |           |       |       |       |       |  |
|  |                  |                  |                  |                  |   |                 |             |             |             |             |  |           |       |       |       |       |  |
|  | FAR Rabat        | 0                | 3                | 3                |   |                 |             |             |             |             |  |           |       |       |       |       |  |
|  | FAR Rabat        | 0                | 3                | 3                |   |                 |             |             |             |             |  |           |       |       |       |       |  |
|  | USM Alger        | 2                | 2                | 4                |   |                 |             |             |             |             |  |           |       |       |       |       |  |
|  | USM Alger        | 2                | 2                | 4                |   | USM Alger       | 0           | 2           | 2           |             |  |           |       |       |       |       |  |
|  |                  |                  |                  |                  |   | USM Alger       | 0           | 2           | 2           |             |  |           |       |       |       |       |  |
|  |                  |                  | Mimosas          | 0                | 0 | 0               |             |             |             |             |  |           |       |       |       |       |  |
|  | Mimosas          | 0                | Mimosas          | 0                | 0 | 0               | 2           | 2           |             |             |  |           |       |       |       |       |  |
|  | Mimosas          | 0                |                  |                  |   |                 |             |             |             |             |  |           |       |       |       |       |  |
|  | Monastir         | 0                | 0                | 0                |   |                 |             |             |             |             |  |           |       |       |       |       |  |
|  | Monastir         | 0                | 0                | 0                |   |                 |             |             |             |             |  | USM Alger | 2     | 0     | 2 (v) |       |  |
|  |                  |                  |                  |                  |   |                 |             |             |             |             |  | USM Alger | 2     | 0     | 2 (v) |       |  |
|  |                  |                  | Young Africans   | 1                | 1 | 2               |             |             |             |             |  |           |       |       |       |       |  |
|  | Marumo Gallants  | 1                | Young Africans   | 1                | 1 | 2               | 1           | 2           |             |             |  |           |       |       |       |       |  |
|  | Marumo Gallants  | 1                |                  |                  |   |                 |             |             |             |             |  |           |       |       |       |       |  |
|  | Pyramids         | 1                | 0                | 1                |   |                 |             |             |             |             |  |           |       |       |       |       |  |
|  | Pyramids         | 1                | 0                | 1                |   | Marumo Gallants | 0           | 1           | 1           |             |  |           |       |       |       |       |  |
|  |                  |                  |                  |                  |   | Marumo Gallants | 0           | 1           | 1           |             |  |           |       |       |       |       |  |
|  |                  |                  | Young Africans   | 2                | 2 | 4               |             |             |             |             |  |           |       |       |       |       |  |
|  | Young Africans   | 2                | Young Africans   | 2                | 2 | 4               | 0           | 2           |             |             |  |           |       |       |       |       |  |
|  | Young Africans   | 2                |                  |                  |   |                 |             |             |             |             |  |           |       |       |       |       |  |
|  | Rivers United    | 0                | 0                | 0                |   |                 |             |             |             |             |  |           |       |       |       |       |  |
|  | Rivers United    | 0                | 0                | 0                |   |                 |             |             |             |             |  |           |       |       |       |       |  |
|  |                  |                  |                  |                  |   |                 |             |             |             |             |  |           |       |       |       |       |  |

### Cuartos de final
| Equipo 1        | Agr. | Equipo 2      | Ida | Vuelta |
| --------------- | ---- | ------------- | --- | ------ |
| Marumo Gallants | 2–1  | Pyramids      | 1–1 | 1–0    |
| Mimosas         | 2–0  | Monastir      | 0–0 | 2–0    |
| FAR Rabat       | 3–4  | USM Alger     | 0–2 | 3–2    |
| Young Africans  | 2–0  | Rivers United | 2–0 | 0–0    |

### Semifinales
| Equipo 1        | Agr. | Equipo 2       | Ida | Vuelta |
| --------------- | ---- | -------------- | --- | ------ |
| USM Alger       | 2–0  | Mimosas        | 0–0 | 2–0    |
| Marumo Gallants | 1–4  | Young Africans | 0–2 | 1–2    |

### Final
| Ida; 28 de mayo de 2023 | Young Africans | 1:2 (0:1) | USM Alger                | Estadio Nacional, Dar es-Salam                                        |                                                                       |
| 16:00 (UTC+3)           | Mayele 82'     | Reporte   | Mahious 32' · Merili 84' | Asistencia: 60 000 espectadores Árbitro(s): Jean Jacques Ndala Ngambo | Asistencia: 60 000 espectadores Árbitro(s): Jean Jacques Ndala Ngambo |

| Vuelta; 3 de junio de 2023 | USM Alger | 0:1 (0:1) (Global 2:2) | Young Africans | Estadio 5 de julio de 1962, Argel                        |                                                          |
| 20:00 (UTC+1)              |           | Reporte                | Shabani 7'     | Asistencia: 64 000 espectadores Árbitro(s): Dahane Beida | Asistencia: 64 000 espectadores Árbitro(s): Dahane Beida |

Ida
| 39         | POR        | Djigui Diarra           |     |
| 4          | DEF        | Yannick Bangala Litombo |     |
| 5          | DEF        | Dickson Job             | 76' |
| 3          | DEF        | Bakari Mwamnyeto        |     |
| 15         | DEF        | Kibwana Shomari         | 76' |
| 2          | DEF        | Ibrahim Abdallah Hamad  |     |
| 27         | MED        | Mudathir Yahya          |     |
| 10         | DEL        | Stephane Aziz Ki        | 66' |
| 25         | DEL        | Kennedy Musonda         | 86' |
| 29         | DEL        | Tuisila Kisinda         | 76' |
| 9          | DEL        | Fiston Kalala Mayele    |     |
| Entrenador | Entrenador | Mohamed Nabi            |     |

| 25         | POR        | Oussama Benbot    |       |
| 19         | DEF        | Saâdi Radouani    |       |
| 12         | DEF        | Haithem Loucif    |       |
| 4          | DEF        | Zineddine Belaïd  |       |
| 21         | DEF        | Adam Alilet       |       |
| 6          | MED        | Oussama Chita     |       |
| 14         | MED        | Brahim Benzaza    | 86'   |
| 8          | MED        | Islam Merili      | 90+8' |
| 23         | DEL        | Khaled Bousseliou | 86'   |
| 31         | DEL        | Tumisang Orebonye | 90+8' |
| 18         | DEL        | Aymen Mahious     | 71'   |
| Entrenador | Entrenador | Boualem Charef    |       |

| 18 | MED | Salum Abubakar        | 66' |
| 13 | DEF | Joyce Lomalisa        | 76' |
| 21 | DEF | Djuma Shabani         | 76' |
| 33 | DEL | Bernard Morrison      | 76' |
| 40 | DEL | Clement Franses Mzize | 86' |

| 10 | DEL | Abderrahmane Meziane | 71'   |
| 15 | MED | Messala Merbah       | 86'   |
| 7  | DEL | Ismail Belkacemi     | 86'   |
| 24 | MED | Taher Benkhelifa     | 90+8' |
| 26 | MED | Akram Djahnit        | 90+8' |

| Anotado | 82' | Fiston Kalala Mayele | 1-1 |

| Anotado | 32' | Aymen Mahious | 0-1 |
| Anotado | 84' | Islam Merili  | 1-2 |

| Amonestado | 30' | Dickson Job |

| Amonestado | 49' | Oussama Chita  |
| Amonestado | 60' | Adam Alilet    |
| Amonestado | 80' | Brahim Benzaza |
| Amonestado | 90' | Oussama Benbot |

| Árbitro             | Jean Jacques Ndala Ngambo |
| Árbitros asistentes | Zakhele Siwela            |
| Árbitros asistentes | Olivier Safari Kabene     |
| Cuarto árbitro      | Peter Waweru              |
| VAR                 | Akuna Maklama             |
| VAR                 | Mohammed Abdallah Ibrahim |

| 39         | POR        | Djigui Diarra           |     |
| 4          | DEF        | Yannick Bangala Litombo |     |
| 5          | DEF        | Dickson Job             | 76' |
| 3          | DEF        | Bakari Mwamnyeto        |     |
| 15         | DEF        | Kibwana Shomari         | 76' |
| 2          | DEF        | Ibrahim Abdallah Hamad  |     |
| 27         | MED        | Mudathir Yahya          |     |
| 10         | DEL        | Stephane Aziz Ki        | 66' |
| 25         | DEL        | Kennedy Musonda         | 86' |
| 29         | DEL        | Tuisila Kisinda         | 76' |
| 9          | DEL        | Fiston Kalala Mayele    |     |
| Entrenador | Entrenador | Mohamed Nabi            |     |

| 25         | POR        | Oussama Benbot    |       |
| 19         | DEF        | Saâdi Radouani    |       |
| 12         | DEF        | Haithem Loucif    |       |
| 4          | DEF        | Zineddine Belaïd  |       |
| 21         | DEF        | Adam Alilet       |       |
| 6          | MED        | Oussama Chita     |       |
| 14         | MED        | Brahim Benzaza    | 86'   |
| 8          | MED        | Islam Merili      | 90+8' |
| 23         | DEL        | Khaled Bousseliou | 86'   |
| 31         | DEL        | Tumisang Orebonye | 90+8' |
| 18         | DEL        | Aymen Mahious     | 71'   |
| Entrenador | Entrenador | Boualem Charef    |       |

| 18 | MED | Salum Abubakar        | 66' |
| 13 | DEF | Joyce Lomalisa        | 76' |
| 21 | DEF | Djuma Shabani         | 76' |
| 33 | DEL | Bernard Morrison      | 76' |
| 40 | DEL | Clement Franses Mzize | 86' |

| 10 | DEL | Abderrahmane Meziane | 71'   |
| 15 | MED | Messala Merbah       | 86'   |
| 7  | DEL | Ismail Belkacemi     | 86'   |
| 24 | MED | Taher Benkhelifa     | 90+8' |
| 26 | MED | Akram Djahnit        | 90+8' |

| Anotado | 82' | Fiston Kalala Mayele | 1-1 |

| Anotado | 32' | Aymen Mahious | 0-1 |
| Anotado | 84' | Islam Merili  | 1-2 |

| Amonestado | 30' | Dickson Job |

| Amonestado | 49' | Oussama Chita  |
| Amonestado | 60' | Adam Alilet    |
| Amonestado | 80' | Brahim Benzaza |
| Amonestado | 90' | Oussama Benbot |

| Árbitro             | Jean Jacques Ndala Ngambo |
| Árbitros asistentes | Zakhele Siwela            |
| Árbitros asistentes | Olivier Safari Kabene     |
| Cuarto árbitro      | Peter Waweru              |
| VAR                 | Akuna Maklama             |
| VAR                 | Mohammed Abdallah Ibrahim |

Vuelta
| 25         | POR        | Oussama Benbot    |       |
| 19         | DEF        | Saâdi Radouani    |       |
| 12         | DEF        | Haithem Loucif    |       |
| 4          | DEF        | Zineddine Belaïd  |       |
| 21         | DEF        | Adam Alilet       |       |
| 6          | MED        | Oussama Chita     |       |
| 15         | MED        | Messala Merbah    | 45'   |
| 8          | MED        | Islam Merili      |       |
| 23         | MED        | Khaled Bousseliou | 74'   |
| 31         | DEL        | Tumisang Orebonye |       |
| 18         | DEL        | Aymen Mahious     | 90+5' |
| Entrenador | Entrenador | Boualem Charef    |       |

| 39         | POR        | Djigui Diarra          |     |
| 21         | DEF        | Djuma Shabani          | 83' |
| 2          | DEF        | Ibrahim Abdallah Hamad |     |
| 3          | DEF        | Bakari Mwamnyeto       |     |
| 5          | DEF        | Dickson Job            |     |
| 27         | MED        | Mudathir Yahya         | 84' |
| 18         | MED        | Salum Abubakar         |     |
| 29         | MED        | Tuisila Kisinda        | 62' |
| 13         | MED        | Joyce Lomalisa         | 84' |
| 9          | DEL        | Fiston Kalala Mayele   |     |
| 25         | DEL        | Kennedy Musonda        | 72' |
| Entrenador | Entrenador | Mohamed Nabi           |     |

| 10 | DEL | Abderrahmane Meziane | 45'   |
| 7  | DEL | Ismail Belkacemi     | 74'   |
| 24 | MED | Taher Benkhelifa     | 90+5' |

| 33 | DEL | Bernard Morrison      | 62' |
| 10 | DEL | Stephane Aziz Ki      | 72' |
| 12 | MED | Jesus Ducapel Moloko  | 83' |
| 17 | MED | Faridi Mussa          | 84' |
| 40 | DEL | Clement Franses Mzize | 84' |

| Anotado · Penal | 7' | Bakari Mwamnyeto | 0-1 |

| Amonestado | 5'  | Aymen Mahious     |
| Amonestado | 78' | Tumisang Orebonye |

| Amonestado | 15' | Joyce Lomalisa   |
| Amonestado | 67' | Bakari Mwamnyeto |
| Amonestado | 74' | Mudathir Yahya   |
| Amonestado | 90' | Bernard Morrison |

| Árbitro             | Dahane Beida                |
| Árbitros asistentes | Jerson Emiliano dos Santos  |
| Árbitros asistentes | Arsénio Chadreque Marengula |
| Cuarto árbitro      | Mahmood Ismail              |
| VAR                 | Mahmoud Mohamed Ashour      |
| VAR                 | Mohamed Adel                |
| VAR                 | Mahmoud Abo El Regal        |

| 25         | POR        | Oussama Benbot    |       |
| 19         | DEF        | Saâdi Radouani    |       |
| 12         | DEF        | Haithem Loucif    |       |
| 4          | DEF        | Zineddine Belaïd  |       |
| 21         | DEF        | Adam Alilet       |       |
| 6          | MED        | Oussama Chita     |       |
| 15         | MED        | Messala Merbah    | 45'   |
| 8          | MED        | Islam Merili      |       |
| 23         | MED        | Khaled Bousseliou | 74'   |
| 31         | DEL        | Tumisang Orebonye |       |
| 18         | DEL        | Aymen Mahious     | 90+5' |
| Entrenador | Entrenador | Boualem Charef    |       |

| 39         | POR        | Djigui Diarra          |     |
| 21         | DEF        | Djuma Shabani          | 83' |
| 2          | DEF        | Ibrahim Abdallah Hamad |     |
| 3          | DEF        | Bakari Mwamnyeto       |     |
| 5          | DEF        | Dickson Job            |     |
| 27         | MED        | Mudathir Yahya         | 84' |
| 18         | MED        | Salum Abubakar         |     |
| 29         | MED        | Tuisila Kisinda        | 62' |
| 13         | MED        | Joyce Lomalisa         | 84' |
| 9          | DEL        | Fiston Kalala Mayele   |     |
| 25         | DEL        | Kennedy Musonda        | 72' |
| Entrenador | Entrenador | Mohamed Nabi           |     |

| 10 | DEL | Abderrahmane Meziane | 45'   |
| 7  | DEL | Ismail Belkacemi     | 74'   |
| 24 | MED | Taher Benkhelifa     | 90+5' |

| 33 | DEL | Bernard Morrison      | 62' |
| 10 | DEL | Stephane Aziz Ki      | 72' |
| 12 | MED | Jesus Ducapel Moloko  | 83' |
| 17 | MED | Faridi Mussa          | 84' |
| 40 | DEL | Clement Franses Mzize | 84' |

| Anotado · Penal | 7' | Bakari Mwamnyeto | 0-1 |

| Amonestado | 5'  | Aymen Mahious     |
| Amonestado | 78' | Tumisang Orebonye |

| Amonestado | 15' | Joyce Lomalisa   |
| Amonestado | 67' | Bakari Mwamnyeto |
| Amonestado | 74' | Mudathir Yahya   |
| Amonestado | 90' | Bernard Morrison |

| Árbitro             | Dahane Beida                |
| Árbitros asistentes | Jerson Emiliano dos Santos  |
| Árbitros asistentes | Arsénio Chadreque Marengula |
| Cuarto árbitro      | Mahmood Ismail              |
| VAR                 | Mahmoud Mohamed Ashour      |
| VAR                 | Mohamed Adel                |
| VAR                 | Mahmoud Abo El Regal        |

|                               |
| Bandera de Argelia            |
| Campeón USM Alger 1.er título |